# Вагоностроитель (футбольный клуб, Кременчуг)
«Вагоностроитель» — украинский любительский футбольный клуб из Кременчуга. Основан в 1949 году под названием «Дзержинец».

## История названий
- 1949 — 1954 — «Дзержинец»
- 1954 — 1967 — «Авангард»
- 1967 — 2010 — «Вагоностроитель»
- 2010 — 2013 — «КВСЗ»
- 2013 — 2015 — «Вагоностроитель»
- 2015 — настоящее время — «КВСЗ»

## История
Первые упоминания о футбольном коллективе при Крюковском вагоностроительном заводе датированы 1934 года, однако официально клуб был зарегистрирован в 1949 году под эгидой всесоюзного общества «Дзержинец». В 1951 году был окончательно достроен стадион, который получил название «Вагоностроитель».
Футбольный коллектив сразу же ворвался в когорту лидеров среди футбольных команд города и области. С 1961—1965 была без сменным обладателем Кубка области, а в 1955 и 1965 «Авангард» становился лучшей командой области. В конце 1960-х годов «Авангард» стал именоваться «Вагоностроителем». Под новой вывеской клуб стал чемпионом области 1970 года, а в 1972 уступил в финале областного кубка полтавскому «Спутнику».
После обретения Украиной независимости к «Вагоностроителю» пришли новые победы. Кубок области 1994, финал 1992. Успешно выступал клуб и в Любительской лиге Украины: 1993 — 3-е место в группе, 1994 — 2-е.
Успех 1994 года позволил команде опробовать свои силы среди профессиональных клубов. Сезон 1994-95 «Вагоностроитель» провёл в третьей лиге чемпионата Украины, где занял 14-е место. На этом профессиональные выступления команды прекратились. На следующий сезон в чемпионат Украины клуб заявку не подавал и вернулся в любительские соревнования. Последним успехом команды стал выход в финал областного кубка в 1996 году, однако на сам матч против «Локомотива» из Гребёнки команда не явилась.
В 2010 году команда под руководством Николая Белова выиграла бронзу чемпионата Кременчуга. Следующие два сезона команда шла внизу турнирной таблицы.
В апреле 2013 команда вернула себе прежнее название «Вагоностроитель» и начала выступать в высшей лиге чемпионата Кременчуга. На протяжении всего турнира шла в лидерах и уступила только в "Золотом Матче" команде «Нефтяник», как итог серебро чемпионата города. В том же году начала принимать участие в чемпионате Кременчугского района, где финишировала на первом месте два года к ряду 2013—2014. В 2014 году команда из Кременчуга стала обладателем кубка Кременчугского района в финале которого был обыгран со счетом 2:1 футбольный коллектив «Потоки» из сел Потоки и Дмитровка.
В 2015 году команда прекратила участие в чемпионате Кременчуга и Кременчугского района по причине отсутствия финансирования.
С 2015 года выступает в чемпионате Кременчуга по футзалу под названием «КВСЗ».

## Достижения
- Чемпион Полтавской области — 1948, 1952, 1955, 1965, 1970.
- Обладатель кубка Полтавской области — 1961, 1962, 1963, 1964, 1965, 1967, 1994.
- Чемпион Кременчуга — 1947, 1952, 1953, 1963, 1965, 1971, 1980, 1991, 1992, 1993.
- Обладатель кубка Кременчуга —  1946, 1947, 1948, 1950, 1953, 1956, 1959, 1961, 1962, 1963, 1964, 1965, 1966, 1967, 1968,1969,1970, 1971, 1991, 1993, 1994.
- Чемпион Кременчугского района — 2013[6], 2014[7].
- Обладатель кубка Кременчугского района — 2014.[8]